# Escut de Millena
L'escut de Millena és un símbol representatiu oficial de Millena, municipi del País Valencià, a la comarca del Comtat. Té el següent blasonament:
| « | Escut quarterat en creu. Al 1r, en camp de gules, un castell d'argent, muronat i maçonat de sable. Al 2n, d'argent, una banda d'atzur. Al 3r, d'or, quatre pals de gules. Al 4t, de gules, un card d'or de tres cabets. Entat, d'argent, una creu plana d'atzur. Per timbre, una corona reial tancada. | » |

## Història
Ordre del 20 de maig de 1985 de la Conselleria d'Administració Pública. Publicat en el DOGV núm. 260, del 13 de juny de 1985.
El castell fa referència al Castell de Travadell, fortalesa d'origen musulmà, abandonat cap al segle xv. A continuació, les armes dels diversos senyors del poble: la banda d'atzur dels Vidaure, senyors de Xèrica; els quatre pals del Regne de València, en record dels anys en què fou propietat de la Corona; i les armes parlants dels Cardona i la creu dels Palafox, marquesos de Guadalest.